# Semiothisa oppositaria
Semiothisa oppositaria är en fjärilsart som beskrevs av Achille Guenée 1858. Semiothisa oppositaria ingår i släktet Semiothisa och familjen mätare. Inga underarter finns listade i Catalogue of Life.